# Leggi sulla navigazione
Navigation Acts (in italiano Leggi sulla navigazione), o più in generale Acts of Trade and Navigation (in italiano Leggi sul commercio e la navigazione), furono una lunga serie di leggi inglesi che svilupparono, promossero e regolamentarono le navi inglesi, le spedizioni, il commercio e gli scambi tra altri paesi e le sue colonie. Le leggi regolavano anche la pesca inglese e limitavano la partecipazione straniera - compresi scozzesi e irlandesi - al commercio coloniale. Sebbene basati su atti precedenti, furono emanati in questa forma per la prima volta nel 1651 sotto il Commonwealth d'Inghilterra.
Lo scopo era quello di alimentare un imponente commercio nazionale inglese a discapito delle nazioni concorrenti, quali Province Unite e Portogallo. Stabiliva, inoltre, che il commercio con le colonie inglesi d'oltremare era monopolio della madrepatria. Fu il primo esempio di una politica protezionista; l'Atto portò a tre guerre sull'Atto di navigazione tra Inghilterra e Province Unite (1652-1654; 1665-1667; 1672-1674), che vide la prima vincitrice, portandola ad avere il primato marittimo. Da quel momento l'Inghilterra fece in modo di avere una marina grande quanto l'equivalente della somma della seconda e terza marine più grandi.

## Storia

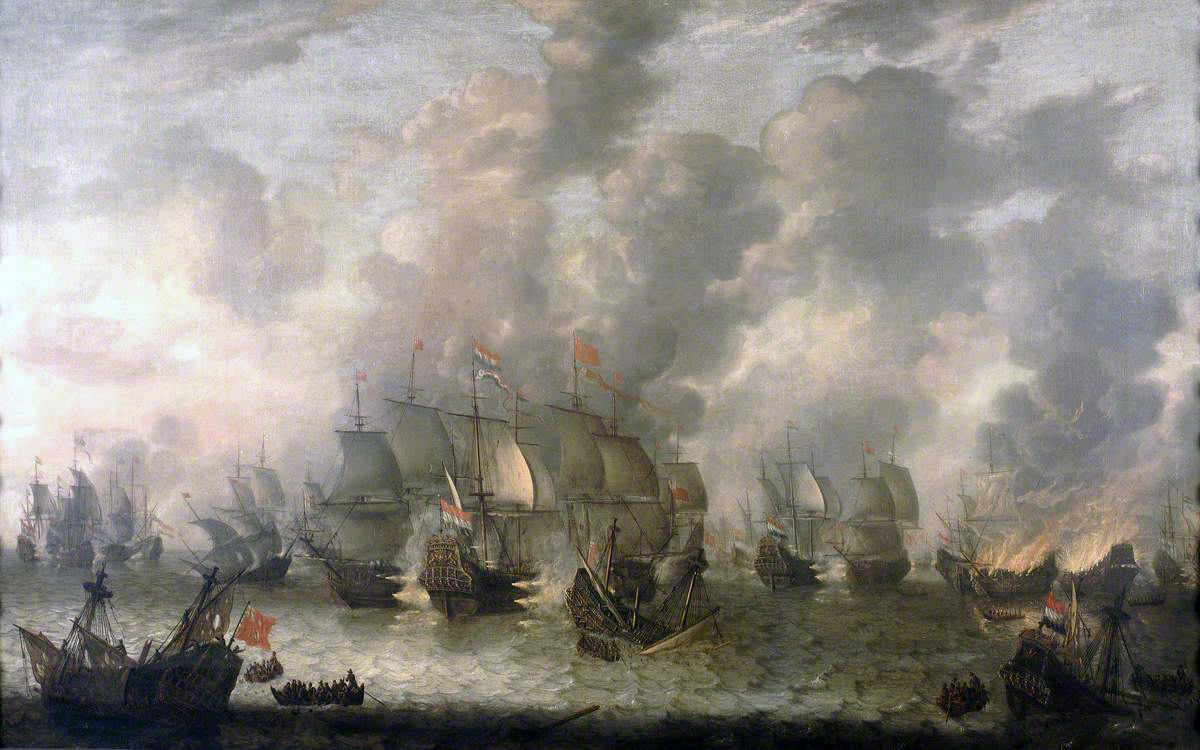
La battaglia di Scheveningen del 10 agosto 1653, dipinta nel 1654 circa da Jan Abrahamsz Beerstraaten, illustra la battaglia finale della prima guerra sull'Atto di navigazione.

Il sistema fu riemanato e ampliato con la Restaurazione dall'Atto di navigazione del 1660, e ulteriormente sviluppato e rafforzato dagli Atti di navigazione del 1663, 1673 e 1696. Su questa base durante il XVIII secolo, gli Atti furono modificati da successivi emendamenti, modifiche e dall'aggiunta di meccanismi di applicazione e personale. Inoltre, un importante cambiamento nello scopo stesso degli Atti negli anni sessanta del Settecento - quello di generare entrate coloniali, piuttosto che solo regolamentare il commercio dell'Impero - avrebbe contribuito a grandi ribellioni e cambiamenti significativi nell'attuazione degli Atti stessi.
Gli Atti generalmente vietavano l'uso di navi straniere, richiedevano l'impiego di marinai inglesi e coloniali per il 75% degli equipaggi, comprese le navi della Compagnia delle Indie Orientali. Gli Atti proibivano alle colonie di esportare prodotti specifici ed elencati in Paesi diversi dalla Gran Bretagna e dalle colonie di quei Paesi, e imponevano che le importazioni provenissero solo attraverso la Gran Bretagna.
Nel complesso, gli Atti costituirono la base del commercio estero inglese (e successivamente britannico) per quasi 200 anni, ma con lo sviluppo e la graduale accettazione del libero scambio, gli Atti furono infine abrogati nel 1849. Le leggi riflettevano la teoria economica europea del mercantilismo che mirava a mantenere tutti i vantaggi del commercio all'interno dei rispettivi imperi e a minimizzare la perdita di oro e argento, o profitti, agli stranieri attraverso acquisti e commerci. Il sistema si sarebbe sviluppato con le colonie che fornivano materie prime all'industria britannica e, in cambio di questo mercato garantito, le colonie avrebbero acquistato prodotti manifatturieri dalla Gran Bretagna o attraverso di essa.
Le principali spinte per il primo Atto di navigazione furono il rovinoso deterioramento del commercio inglese all'indomani della guerra degli ottant'anni e la revoca dei precedenti embarghi spagnoli sul commercio tra l'Impero spagnolo e la Repubblica olandese. La fine degli embarghi nel 1647 scatenò la piena potenza dell'Amsterdam Entrepôt e altri vantaggi competitivi olandesi nel commercio europeo e mondiale. Nel giro di pochi anni, i mercanti inglesi erano stati praticamente sopraffatti nel commercio del Baltico e del Mare del Nord, così come nel commercio con la penisola iberica, il Mediterraneo e il Levante. Anche il commercio con le colonie inglesi (in parte ancora nelle mani dei realisti, mentre la guerra civile inglese era nelle sue fasi finali e il Commonwealth d'Inghilterra non aveva ancora imposto la sua autorità in tutte le colonie inglesi) era "monopolizzato" dai mercanti olandesi. Il commercio diretto inglese fu affollato da un improvviso afflusso di merci dal Levante, dal Mediterraneo e dagli imperi spagnolo e portoghese, e dalle Indie Occidentali attraverso l'entrepôt olandese, trasportate su navi olandesi e per conto olandese.
La soluzione ovvia sembrava essere quella di sigillare i mercati inglesi a queste importazioni indesiderate. Un precedente era l'Atto che la Compagnia della Groenlandia aveva ottenuto dal Parlamento nel 1645 che vietava l'importazione di prodotti di balena in Inghilterra, se non su navi di proprietà di quella compagnia. Questo principio fu ora generalizzato. Nel 1648 la Compagnia del Levante chiese al Parlamento di vietare l'importazione di merci turche "...dall'Olanda e da altri luoghi, ma direttamente dai luoghi di loro crescita." I commercianti del Baltico aggiunsero le loro voci a questo coro. Nel 1650 il Consiglio permanente per il commercio e il Consiglio di Stato del Commonwealth prepararono una politica generale volta a impedire il flusso di merci mediterranee e coloniali attraverso l'Olanda e la Zelanda in Inghilterra.
In seguito alla legge del 1696, le leggi sul commercio e la navigazione furono generalmente obbediti, ad eccezione del Molasses Act del 1733, che portò a un contrabbando esteso perché non furono forniti mezzi efficaci di applicazione fino agli anni sessanta del Settecento. L'applicazione più rigorosa ai sensi dello Sugar Act del 1764 divenne una fonte di risentimento tra i mercanti delle colonie americane per la Gran Bretagna. Questo, a sua volta, contribuì a spingere le colonie americane a ribellarsi alla fine del XVIII secolo, anche se l'opinione prevalente tra gli storici economici moderni e gli economisti è che "i costi imposti ai coloni [americani] dalle restrizioni commerciali degli Atti di navigazione erano poco significativi."

## Leggi

### Legge sulla navigazione del 1651
Il Navigation Act del 1651, emanato dal Parlamento inglese durante il governo di Oliver Cromwell, fu un atto legislativo chiave che segnò un momento di svolta nel rapporto economico tra Inghilterra e le sue colonie. Possiamo definirlo come una legge fortemente mercantilista, volta a favorire la marina mercantile inglese e a indebolire la principale concorrente dell'epoca: la Repubblica delle Province Unite, meglio conosciuta come Olanda.
Ecco i punti chiave del Navigation Act del 1651:
- Restrizioni ai trasporti: Stabiliva che le merci provenienti dall'Asia, dall'Africa e dall'America potessero essere trasportate verso l'Inghilterra e le sue colonie solo su navi inglesi o delle colonie inglesi. Capitano e almeno metà dell'equipaggio dovevano essere inglesi o provenire dalle colonie.
- Colpire l'Olanda: L'atto mirava principalmente a danneggiare la potente flotta mercantile olandese, che all'epoca dominava i traffici marittimi internazionali. In questo modo, l'Inghilterra intendeva potenziare la propria marina e incrementare i profitti derivanti dal commercio con le colonie.
- Merci europee: Per quanto riguarda le merci provenienti dall'Europa, potevano essere importate solo su navi inglesi o su navi del paese di origine.

Il Navigation Act del 1651 ebbe conseguenze di vasta portata:
- Tensioni anglo-olandesi: L'atto scatenò una guerra commerciale tra Inghilterra e Olanda, la prima guerra anglo-olandese (1652-1654).
- Scontento nelle colonie: I coloni americani non apprezzarono le restrizioni imposte dal Navigation Act, che limitavano la loro libertà di commerciare con altri Paesi e potevano comportare prezzi più alti per le merci importate. Questo malcontento contribuì a creare tensioni che sfociarono poi nella Rivoluzione americana.
- Nascita di una potenza marittima: L'applicazione del Navigation Act favorì la crescita della marina mercantile inglese, che nel corso del XVIII secolo divenne una delle più potenti al mondo.

### Legge sulla navigazione del 1660
Il Navigation Act del 1660, promulgato dal re Carlo II poco dopo la restaurazione della monarchia Stuart, riprese e rafforzò i principi introdotti dall'atto del 1651. possiamo considerarlo come una riedizione più severa della precedente legge, volta a consolidare il potere economico dell'Inghilterra sulle colonie americane.
Ecco gli elementi chiave del Navigation Act del 1660:
- Continuità con il 1651: L'atto riconfermava le restrizioni sul trasporto di merci, imponendo che i beni provenienti dall'Asia, dall'Africa e dall'America potessero essere trasportati verso l'Inghilterra e le colonie solo su navi inglesi o coloniali, con equipaggio prevalentemente inglese.
- Enfasi sulle "enumerated goods": Introduceva una novità significativa. Veniva stabilita una lista di prodotti specifici, chiamati "enumerated goods" (tra cui zucchero, tabacco, cotone e indaco), che dovevano essere esportati obbligatoriamente dall'America solo verso l'Inghilterra o un'altra colonia inglese. Questo garantiva all'Inghilterra il controllo diretto su queste materie prime fondamentali e la possibilità di trarne maggiori profitti.
- Obiettivo primario: Come il suo predecessore, il Navigation Act del 1660 mirava a rafforzare la marina mercantile inglese e a limitare l'influenza commerciale di potenze rivali come l'Olanda.

Il Navigation Act del 1660 ebbe un impatto significativo sulle colonie e sulle relazioni con l'Inghilterra:
- Maggiori tensioni: Le restrizioni imposte dal nuovo atto causarono ulteriore malcontento tra i coloni americani. Si sentivano limitati nella possibilità di vendere i loro prodotti al miglior offerente e costretti a commerciare con la madrepatria a condizioni meno vantaggiose.
- Stimolo al contrabbando: Le restrizioni commerciali portarono inevitabilmente a un aumento del contrabbando, con i coloni che cercavano di aggirare il monopolio inglese vendendo i loro prodotti ad altre nazioni europee.
- Seconda guerra anglo-olandese (1665-1667): Anche questo atto, come quello del 1651, contribuì ad alimentare le tensioni con l'Olanda, sfociando in un nuovo conflitto.
- Costruzione dell'impero: Nonostante le ripercussioni negative sulle colonie, il Navigation Act del 1660 rafforzò il controllo dell'Inghilterra sul commercio transatlantico e contribuì alla sua ascesa come potenza marittima ed economica.

### Legge sulla navigazione del 1663
Il Navigation Act del 1663, emanato dal Parlamento inglese durante il regno di Carlo II, si inserisce in un quadro legislativo volto a rafforzare il controllo dell'Inghilterra sul commercio con le sue colonie americane. Sebbene non introducesse novità radicali rispetto al Navigation Act del 1660, quello del 1663 puntava a una maggiore precisione e severità nell'applicazione delle restrizioni già esistenti.
Punti chiave del Navigation Act del 1663:
- Chiarificazione dei requisiti per le navi: L'atto del 1663 definiva con maggior dettaglio i requisiti che una nave doveva possedere per poter operare legalmente nel commercio coloniale. Stabiliva che le navi dovevano essere:
- Costruite in Inghilterra o nelle colonie: Escludendo così definitivamente i vascelli stranieri, in particolare olandesi.
- Possedute da cittadini inglesi o coloniali: Limitando ulteriormente il coinvolgimento di compagnie marittime estere.
- Condotte da un capitano inglese e con un equipaggio prevalentemente inglese: Rafforzando il controllo diretto dell'Inghilterra sulla navigazione e sul personale impiegato.
- Enfasi sui "enumerated goods": L'atto ribadiva la lista di merci "enumerated goods" introdotta nel 1660 (zucchero, tabacco, cotone etc.). Questi prodotti dovevano essere obbligatoriamente esportati solo verso l'Inghilterra o un'altra colonia inglese. Ciò garantiva alla madrepatria il monopolio su queste materie prime e la possibilità di fissare prezzi più vantaggiosi per sé stessa.
- Maggior potere alle autorità doganali: Il Navigation Act del 1663 attribuiva maggiori poteri alle autorità doganali inglesi nelle colonie. Potevano ispezionare navi e magazzini, controllare i carichi e sequestrare merci importate o esportate in violazione delle leggi.

Impatto e conseguenze:
Il Navigation Act del 1663 ebbe conseguenze dirette e indirette sul rapporto tra Inghilterra e le colonie:
- Maggiore malcontento coloniale: Le restrizioni imposte dall'Inghilterra limitavano la libertà dei coloni di commerciare con altri Paesi e potevano comportare prezzi più alti per le merci importate. Questo contribuì ad aumentare il malcontento e il sentimento di sfruttamento da parte della madrepatria.
- Aumento del contrabbando: Le restrizioni incoraggiavano il contrabbando, con i coloni che cercavano di aggirare il monopolio inglese per vendere i loro prodotti ad altre nazioni europee, spesso a prezzi più vantaggiosi.
- Consolidamento del potere marittimo inglese: L'applicazione dei Navigation Acts favorì la crescita della marina mercantile inglese, che si rafforzò a scapito dei Paesi concorrenti come l'Olanda.

### Legge sulla navigazione del 1673
Il Navigation Act del 1673, noto anche come Plantation Duty Act, fu emanato dal Parlamento inglese durante il regno di Carlo II. Si inserisce nel filone dei Navigation Acts precedenti, ma con l'obiettivo specifico di colmare alcune lacune identificate nelle leggi precedenti e rafforzare ulteriormente il controllo inglese sul commercio coloniale.
Punti chiave:
- Tasse sulle piantagioni: Questo atto introdusse dazi specifici su alcune merci, come zucchero e tabacco, che venivano scambiate tra le colonie stesse. Queste "tasse sulle ]piantagioni" miravano a scoraggiare il commercio diretto tra le colonie e ad assicurarsi che queste merci venissero prima spedite in Inghilterra, dove avrebbero subito ulteriori dazi, generando entrate per la corona.
- Maggior potere di applicazione: L'atto conferiva alle autorità doganali inglesi nelle colonie poteri rafforzati per far rispettare i Navigation Acts. Potevano:
- Ispezionare navi e magazzini.
- Controllare i carichi in entrata e in uscita.
- Sequestrare merci importate o esportate in violazione delle leggi.

Il Navigation Act del 1673 ebbe un impatto significativo sulle colonie e sulle relazioni con l'Inghilterra:
- Maggiore controllo inglese: L'atto rafforzava il dominio dell'Inghilterra sul commercio transatlantico. Le tasse sulle piantagioni e il maggior potere di applicazione garantivano che la maggior parte delle merci coloniali passasse attraverso l'Inghilterra, generando entrate e rafforzando il potere economico della madrepatria.
- Aumento del malcontento coloniale: I coloni americani vedevano le tasse sulle piantagioni e le restrizioni commerciali come un freno alla loro crescita economica. Erano costretti a pagare prezzi più alti per i beni importati dall'Inghilterra e non potevano beneficiare di prezzi potentially più vantaggiosi sul mercato europeo.
- Tensioni crescenti: Il malcontento per le politiche economiche mercantilistiche dell'Inghilterra, tra cui il Navigation Act del 1673, si aggiungeva ad altre questioni politiche e sociali, contribuendo a un crescente sentimento di insofferenza tra i coloni americani. Questo malcontento giocò un ruolo importante nel crescente movimento verso l'indipendenza che culminò nella Rivoluzione Americana.

### Legge sulla navigazione del 1696
Il Navigation Act del 1696, chiamato anche Plantation Trade Act, non fu un singolo atto legislativo emanato in quell'anno. Piuttosto,  rappresentò la culminazione di una serie di Navigation Acts approvati durante tutto il XVII secolo. L'obiettivo del 1696 era quello di consolidare e chiarire le leggi precedenti, creando un quadro normativo più coerente per regolamentare il commercio tra l'Inghilterra e le colonie americane.
Punti chiave:
- Enumerated goods: Il principio di "enumerated goods," introdotto nel Navigation Act del 1660, venne riconfermato. Queste merci specifiche, come zucchero, tabacco e cotone, potevano essere spedite solo verso l'Inghilterra o un'altra colonia inglese.
- Proprietà e equipaggio delle navi: Le restrizioni sulla proprietà e l'equipaggio delle navi utilizzate nel commercio coloniale vennero mantenute. Le navi dovevano essere costruite e possedute da inglesi o coloniali, con un capitano inglese e la maggior parte dell'equipaggio proveniente dall'Inghilterra o dalle colonie.
- Limitazioni per le navi straniere: I commerci diretti tra le colonie e i Paesi europei vennero ulteriormente limitati. Le navi straniere non potevano caricare o scaricare merci nelle colonie se non in casi eccezionali.

Il Navigation Act del 1696, pur non introducendo grandi novità, ebbe comunque un impatto significativo:
- Rafforzamento del controllo inglese: La consolidazione delle leggi precedenti rafforzò il controllo dell'Inghilterra sul commercio coloniale. Le restrizioni commerciali garantivano che la maggior parte delle merci delle colonie passasse attraverso l'Inghilterra, generando entrate e rafforzando la potenza marittima ed economica britannica.
- Maggior tensione con le colonie: I coloni americani continuarono a provare malcontento per le restrizioni commerciali. Si sentivano limitati nella possibilità di commerciare liberamente e di beneficiare di prezzi migliori per le loro merci.
- Verso la Rivoluzione americana: Il Navigation Act del 1696, insieme alle altre leggi mercantilistiche, contribuì a creare un clima di tensione e malcontento tra le colonie e l'Inghilterra. Questo malcontento si sommò ad altre questioni politiche e sociali, alimentando il movimento che portò poi alla Rivoluzione aamericana.

## Abrogazione
Gli Atti di navigazione furono abrogati nel 1849 a causa dell'influenza della filosofia del libero scambio. Questi atti erano stati emanati in base alla teoria economica del mercantilismo, che sosteneva che la ricchezza di una nazione potesse essere accresciuta limitando il commercio delle colonie con la madrepatria e incentivando gli scambi con essa, piuttosto che promuovere il libero commercio. Tuttavia, entro il 1849, "un elemento centrale della strategia di importazione britannica era diventato quello di ridurre il costo del cibo attraverso importazioni estere a buon mercato, e in questo modo ridurre il costo di mantenimento della forza lavoro" (van Houten). L'abrogazione degli Atti di navigazione, insieme alle Leggi sul grano (Corn Laws), finì col servire a questo scopo (verso la fine del secolo).